# Wolfgang Hübner (Altphilologe)
Wolfgang Hübner (* 18. April 1939 in Hannover) ist ein deutscher Klassischer Philologe.

## Leben
Wolfgang Hübner studierte ab 1958 Klassische Philologie, Vergleichende Sprachwissenschaft und Romanistik an den Universitäten München, Paris und Tübingen, wo er 1965 bei Ernst Zinn mit der Dissertation Dirae im römischen Epos. Über das Verhältnis von Vogeldämonen und Prodigien promoviert wurde. Anschließend vertiefte er seine Studien ein Jahr lang in Toulouse, wo er als Assistant de langue allemande am Lycée Berthelot tätig war. Nach dem Referendariat in Freiburg im Breisgau und der Teilnahme an einem Schulversuch an der reformpädagogischen Schule Birklehof arbeitete Hübner von 1968 bis 1971 am Thesaurus Linguae Latinae in München. Nach einem dreijährigen Habilitationsstipendium ging Hübner 1973 als Lektor des Deutschen Akademischen Austauschdienstes für deutsche Sprache und Literatur an die Universität Venedig. 1976 kehrte er nach Deutschland zurück und wurde Assessor für das Lehramt an Gymnasien am Gymnasium am Fredenberg in Salzgitter.
Ab 1977 war Hübner ausschließlich im Hochschuldienst tätig. Zunächst als Akademischer Rat (ab 1979 Oberrat) für Klassische Philologie an der Universität Trier, 1982 als Gastdozent an der Universität Toulouse-Le Mirail. 1984 habilitierte er sich an der Universität Trier bei Hans-Otto Kröner. Noch im selben Jahr erhielt er eine C3-Professur für Klassische Philologie mit Schwerpunkt Latein an der Universität Augsburg. 1986 wechselte er als C4-Professor für Klassische Philologie (Schwerpunkt Latinistik) an die Universität Münster, wo er 2004 in den Ruhestand trat. 2006 erhielt er die Ehrendoktorwürde der Universität Bologna.

## Schriften (Auswahl)
- Dirae im römischen Epos. Über das Verhältnis von Vogeldämonen und Prodigien. Hildesheim/New York 1970 (Spudasmata 21; Tübinger Dissertation)
- Die Eigenschaften der Tierkreiszeichen in der Antike. Ihre Darstellung und Verwendung unter besonderer Berücksichtigung des Manilius. Wiesbaden 1981 (Tübinger Habilitationsschrift, Teildruck); auch Wiesbaden 1982 (= Sudhoffs Archiv. Beiheft 22), ISBN 3-515-03337-8.
- Zodiacus Christianus. Jüdisch-christliche Adaptationen des Tierkreises von der Antike bis zur Gegenwart. Königstein/Ts. 1983 (= Beiträge zur klassischen Philologie. Band 144).
- Varros instrumentum vocale im Kontext der antiken Fachwissenschaften. Wiesbaden 1984.
- Die Begriffe „Astrologie“ und „Astronomie“ in der Antike: Wortgeschichte und Wissenschaftssystematik. Mit einer Hypothese zum Terminus „Quadrivium“. Stuttgart 1990
- Die Dodekatropos des Manilius (Manil. 2, 856–970). Stuttgart 1995
- Raum, Zeit und soziales Rollenspiel der vier Kardinalpunkte in der antiken Katarchenhoroskopie. München 2004
- Crater liberi. Himmelspforten und Tierkreis. München 2006
- Körper und Kosmos. Untersuchungen zur Ikonographie der zodiakalen Melothesie. Wiesbaden 2013

Herausgeberschaft
- Die Petronübersetzung Wilhelm Heinses. Quellenkritisch bearbeiteter Nachdruck der Erstausgabe 1773 mit textkritisch-exegetischem Kommentar. Zwei Bände, Frankfurt am Main 1987 (Studien zur klassischen Philologie 16)
- Grade und Gradbezirke der Tierkreiszeichen. Der anonyme Traktat De stellis fixis, in quibus gradibus oriuntur signorum. Quellenkritische Edition mit Kommentar. Zwei Bände, Stuttgart/Leipzig 1995
- Claudii Ptolemaei Opera quae exstant omnia. Vol. 3,1: Apotelesmatika. post F. Boll et Ae. Boer secundis curis edidit Wolfgang Hübner. Stuttgart 1998
- mit Klaus Stähler: Ikonographie und Ikonologie. Interdisziplinäres Kolloquium, Münster 2001. Münster 2004 (Eikon 8)
- Manilius „Astronomica“, Buch V. Zwei Bände, Berlin/New York 2010